# San Marcello (titolo cardinalizio)
San Marcello (in latino: Titulus Sancti Marcelli) è un titolo cardinalizio istituito da papa Marcellino intorno al 304. Esso era anche conosciuto con il nome di Lucina seconda, dato che inizialmente insisteva sull'abitazione di Lucina di Roma, matrona romana, che venne poi trasformata in vera e propria chiesa e consacrata ufficialmente da papa Sisto III nel 440; oggi è, con le trasformazioni occorse nei secoli, la basilica di San Lorenzo in Lucina. Il titolo Marcelli appare nella lista del sinodo romano del 1º marzo 499. In base al catalogo di Pietro Mallio, compilato durante il pontificato di papa Alessandro III, il titolo era collegato alla basilica di San Paolo fuori le mura e i suoi sacerdoti vi celebravano messa a turno. Il titolo insiste, attualmente, sulla chiesa di San Marcello al Corso.
Dal 18 febbraio 2012 il titolare è il cardinale Giuseppe Betori, arcivescovo emerito di Firenze.

## Titolari
Si omettono i periodi di titolo vacante non superiori ai 2 anni o non storicamente accertati.
- Stefano (494 - ?)
- Vilio (590 - ?)
- Giovanni (menzionato nel 721)[1]
- Benedetto (761 - ?)
- Anastasio il Bibliotecario (847 - 850 ?)
- Martino (853 - ?)
- Giovanni (1012 - prima del 1033)
- Giovanni (1033 - prima del 1088)
- Oderisio (o Oderisius), O.S.B. (1088 - 1099)
- Pietro Capuano (1099 - circa 1112)
- Pietro Gherardeschi (1112 - 1117)
  - sconosciuto (circa 1117 - dopo il 1118)
- Pierre de Fontaine (1118 - 1140 ca.); dopo il conclave del 1130 seguì l'antipapa Anacleto II
- Giulio (8 febbraio 1144 - 1158 nominato cardinale vescovo di Palestrina)
- Konrad von Wittelsbach (1163 - 1163 nominato cardinale vescovo di Sabina)
- Mathieu d'Anjou (dicembre 1178 - 1183 o 1184 deceduto)
- Adelardo Cattaneo (o Alardo) (6 marzo 1185 - 1188)
- Fidanzio (20 febbraio 1193 - 19 febbraio 1197 deceduto)
- Gérard (o Girard), O.Cist. (1199 - circa 1200 deceduto)
- Pietro Capuano, di Amalfi (1200 - 30 agosto 1214 deceduto a Viterbo)
- Niccolò dei Conti di Segni (dicembre 1228 - 27 dicembre 1239 deceduto)
- Pierre de Bar (o de Barro), O.Cist. (28 maggio 1244 - febbraio 1252 ? nominato cardinale vescovo di Sabina)
- Vicedomino Vicedomini, in commendam (7 giugno 1275 - 6 settembre 1276 deceduto)
- Giacomo Colonna, diaconia pro illa vice in commendam (aprile 1278 - 1294 dimesso)[2]
- Nicolas de Nonancour (o Nicolas l'Aide) (18 settembre 1294 - dopo il 13 ottobre 1294 nominato cardinale presbitero di San Lorenzo in Damaso)[3]
- Arnaud de Canteloup (o Frigier) (15 dicembre 1305 - 14 dicembre 1313 deceduto)
  - Titolo vacante (1313 - 1316)
- Bertrand du Pouget (o Poyet) (17 dicembre 1316 - 18 dicembre 1327 nominato cardinale vescovo di Ostia-Velletri)
  - Titolo vacante (1327 - 1361)
- Androin de la Roche, O.S.B.Clun. (17 settembre 1361 - 29 ottobre 1369 deceduto)
  - Titolo vacante (1369 - 1371)
- Jean Le Fèvre (o Lefèbre) (30 maggio 1371 - 6 marzo 1372 deceduto)
- Bertrand de Cosnac, C.R.S.A. (1372 - 17 giugno 1374 deceduto)
- Jean de La Grange, O.S.B.Clun. (20 dicembre 1375 - 1388 nominato cardinale vescovo di Frascati)
- Bartolomeo Mezzavacca (18 settembre 1378 - 15 ottobre 1383 deposto)
- Stefano Palosio (1384 - 24 aprile 1396 deceduto)
  - Titolo vacante (1396 - 1426)
- Antonio Casini (27 maggio 1426 - 4 febbraio 1439 deceduto)
- Niccolò d'Acciapaccio (8 gennaio 1440 - 3 aprile 1447 deceduto)
  - François de Meez, O.S.B.Clun. (2 ottobre 1440 - 7 marzo 1444 deceduto), pseudocardinale dell'antipapa Felice V
  - Guillaume d'Estaing (1444 - 1450), pseudocardinale dell'antipapa Felice V
- Bartolomeo Roverella (26 gennaio 1462 - 2 maggio 1476 deceduto)
  - Titolo vacante (1476 - 1484)
- Giovanni Michiel (1484 - 14 marzo 1491 nominato cardinale vescovo di Albano)
  - Titolo vacante (1491 - 1503)
- Pedro Luis de Borja-Llançol de Romaní, O.E.S.S.H. (7 dicembre 1503 - 4 ottobre 1511 deceduto)
- Francisco de Remolins (27 ottobre 1511 - 16 marzo 1517 nominato cardinale vescovo di Albano)
- Guillén-Ramón de Vich y de Vallterra (o Guillermo) (13 novembre 1517 - 27 luglio 1525 deceduto)
- Enrique de Cardona (24 novembre 1527 - 7 febbraio 1530 deceduto)
- Egidio da Viterbo, O.E.S.A. (9 maggio 1530 - 12 novembre 1532 deceduto)
- Marino Grimani (12 novembre 1532 - 4 agosto 1539 nominato cardinale presbitero di Santa Maria in Trastevere)
- Dionisio Laurerio, O.S.M. (28 gennaio 1540 - 17 settembre 1542 deceduto)
- Marcello Crescenzi (6 novembre 1542 - 28 maggio 1552 deceduto)
- Miguel da Silva (27 giugno 1552 - 29 novembre 1553 nominato cardinale presbitero di San Pancrazio)
- Girolamo Verallo (29 novembre 1553 - 10 ottobre 1555 deceduto)
- Girolamo Dandini (25 ottobre 1555 - 4 dicembre 1559 deceduto)
- Giovanni Andrea Mercurio (19 gennaio 1560 - 2 febbraio 1561 deceduto)
- Marco Antonio Amulio, diaconia pro illa vice (10 marzo 1561 - 17 marzo 1571); (17 marzo 1571 - 17 marzo 1572 deceduto)
- Marco Antonio Bobba (2 giugno 1572 - 18 marzo 1575 deceduto)
  - Titolo vacante (1575 - 1584)
- Giambattista Castagna (9 gennaio 1584 - 15 settembre 1590 eletto papa con il nome di Urbano VII)
- Benedetto Giustiniani (7 gennaio 1591 - 17 marzo 1599 nominato cardinale presbitero di Santa Prisca)
- Paolo Emilio Zacchia (17 marzo 1599 - 31 maggio 1605 deceduto)
- Innocenzo Del Bufalo-Cancellieri (1º giugno 1605 - 30 gennaio 1606 nominato cardinale presbitero di Santa Pudenziana)
- François d'Escoubleau de Sourdis (30 gennaio 1606 - 29 marzo 1621 nominato cardinale presbitero di San Pietro in Vincoli)
- Francesco Cennini de' Salamandri (19 aprile 1621 - 25 febbraio 1641 nominato cardinale vescovo di Sabina)
- Pierdonato Cesi (10 febbraio 1642 - 30 gennaio 1656 deceduto)
- Camillo Melzi (23 aprile 1657 - 21 gennaio 1659 deceduto)
- Giambattista Spada (27 gennaio 1659 - 25 settembre 1673 nominato cardinale presbitero di San Crisogono)
- Federico Baldeschi Colonna (o Ubaldi) (28 gennaio 1675 - 9 aprile 1685 nominato cardinale presbitero di Sant'Anastasia)
- Pier Matteo Petrucci, C.O. (9 giugno 1687 - 5 luglio 1701 deceduto)
  - Titolo vacante (1701 - 1706)
- Giovanni Alberto Badoer (25 giugno 1706 - 11 luglio 1712 nominato cardinale presbitero di San Marco)
- Luigi Priuli (11 luglio 1712 - 28 maggio 1714 nominato cardinale presbitero di San Marco)
- Wolfgang Hannibal von Schrattenbach (7 dicembre 1714 - 22 luglio 1738 deceduto)
  - Titolo vacante (1738 - 1743)
- Raffaele Cosimo de Girolami (23 settembre 1743 - 21 febbraio 1748 deceduto)
- Mario Millini (o Mellini) (1º aprile 1748 - 25 luglio 1756 deceduto)
  - Titolo vacante (1756 - 1759)
- Antonio Maria Erba Odescalchi (19 novembre 1759 - 28 marzo 1762 deceduto)
- Ludovico Merlini (19 aprile 1762 - 12 novembre 1762 deceduto)
- Giuseppe Simonetti (1º dicembre 1766 - 4 gennaio 1767 deceduto)
  - Titolo vacante  (1767 - 1802)
- Carlo Francesco Maria Caselli, O.S.M. (20 settembre 1802 - 20 aprile 1828 deceduto)
- Thomas Weld (5 luglio 1830 - 10 aprile 1837 deceduto)
- Chiarissimo Falconieri Mellini (15 febbraio 1838 - 22 agosto 1859 deceduto)
  - Titolo vacante (1859 - 1874)
- Mariano Falcinelli Antoniacci, O.S.B.Cas. (4 maggio 1874 - 29 maggio 1874 deceduto)
- Salvatore Nobili Vitelleschi (23 settembre 1875 - 17 ottobre 1875 deceduto)
- Luigi di Canossa (20 marzo 1877 - 12 marzo 1900 deceduto)
- Casimiro Gennari (18 aprile 1901 - 31 gennaio 1914 deceduto)
- Franziskus von Bettinger (28 maggio 1914 - 12 aprile 1917 deceduto)
  - Titolo vacante (1917 - 1921)
- Francesco Ragonesi (16 giugno 1921 - 14 settembre 1931 deceduto)
- Maurilio Fossati, O.SS.G.C.N. (16 marzo 1933 - 30 marzo 1965 deceduto)
- Carlo Grano (29 giugno 1967 - 2 aprile 1976 deceduto)
- Dominic Ignatius Ekandem (24 maggio 1976 - 24 novembre 1995 deceduto)
- Edouard Gagnon, P.S.S. (29 gennaio 1996 - 25 agosto 2007 deceduto)
- Agustín García-Gasco Vicente (24 novembre 2007 - 1º maggio 2011 deceduto)
- Giuseppe Betori, dal 18 febbraio 2012